# اوتیو-راتیویل
اوتیو-راتیویل (به فرانسوی: Authieux-Ratiéville) یک کمون در فرانسه است که در canton of Clères واقع شده‌است. اوتیو-راتیویل ۵٫۱۶ کیلومتر مربع مساحت دارد ۱۳۷ متر بالاتر از سطح دریا واقع شده‌است.